# Charles Stross
Charles David George Stross (Leeds, 18 ottobre 1964) è un autore di fantascienza britannico.
Fa parte di una nuova generazione di scrittori di fantascienza britannici specializzati nei sottogeneri della fantascienza hard e della space opera. Suoi contemporanei sono Alastair Reynolds, Ken MacLeod e Liz Williams. Il suo primo racconto pubblicato, The Boys, apparve in Interzone nel 1987. Il suo primo romanzo, Singularity Sky, fu pubblicato da Ace nel 2003 e fu candidato al Premio Hugo. Una raccolta di suoi racconti, Toast: And Other Rusted Futures apparve nel 2002. Successivamente altri suoi racconti furono candidati al Premio Hugo, il Premio Nebula e altri premi letterari di fantascienza.
Negli anni settanta e ottanta, Stross pubblicò alcuni articoli sui giochi di ruolo per Dungeons & Dragons nella rivista White Dwarf. Alcune sue creazioni come i githyanki (presi in prestito dal libro La luce morente (Dying of the Light) di George R.R. Martin), i githzerai, e gli slaadi furono inseriti in seguito nelle espansioni ufficiali del gioco.
Oltre al lavoro di scrittore Charles Stross è stato anche autore tecnico, giornalista freelance, programmatore e farmacista. Ha ottenuto una laurea in farmacia e informatica.
Un film d'animazione in grafica computerizzata basato sul suo racconto Rogue Farm è uscito nell'agosto 2004.

## Opere

### Narrativa

#### Romanzi autonomi
- Accelerando (Accelerando, 2005), Milano, Armenia Editore, Nuova Galassia 1, 2007, ISBN 978-88-344-2010-2 [2]
- Glasshouse (2006; finalista premio Hugo 2007 categoria miglior romanzo)
- Universo distorto (Missile Gap, 2007), Odissea Fantascienza n.25, Delos Books, aprile 2008
- Palinsesto (Palimpsest, 2009), Odissea Fantascienza n.43, Delos Books, novembre 2010

#### Freyaverse
- I figli di Saturno (Saturn's Children, 2008), Mondadori, Urania n.1680
- Bit Rot (2013), racconto
- La stirpe di Nettuno (Neptune's Brood, 2013), Mondadori, Urania n.1688

#### Serie di Halting State
- Arresto di sistema (Halting State, 2007), Zona 42, aprile 2015, ISBN 978-88-98950-08-9
- Rule 34, 2011
- The Lambda Functionary (pianificato per il 2014 ma poi cancellato nel 2013)

#### Serie di Eschaton
La serie è una space opera ambientata in un universo post-singolarità tecnologica
- Singularity Sky, 2003
- L'alba del disastro (Iron Sunrise, 2004)

#### Serie di Bob Howard o della Lavanderia
La serie ha come protagonista l'ex consulente informatico Bob Howard, l'agente di un'agenzia segreta britannica nota informalmente come la Lavanderia. I racconti accomunano aspetti di fantascienza, horror lovecraftiano e spy story all'inglese.
- Rapporto sulle atrocità (The Atrocity Archives), 2004; Urania 1631, giugno 2016
- Giungla di cemento (The Concrete Jungle), 2004, vincitore nel 2005 del premio Hugo per il miglior romanzo breve; Odissea Fantascienza n.17, Delos Books, maggio 2007; Mondadori, Urania 1631, giugno 2016
- Progetto Jennifer (The Jennifer Morgue, 2006); prima parte: Mondadori, Urania 1658, settembre 2018; seconda parte: Urania 1659, ottobre 2018.
- Il memorandum Fuller (The Fuller Memorandum) 2010; Mondadori, Urania 1667, giugno 2019
- Codice apocalisse (The Apocalypse Codex, 2012); Mondadori, Urania 1709, dicembre 2022
- Fattore RH (The Rhesus Chart, 2014); Mondadori, Urania 1716, luglio 2023
- Annientamento (The Annihilation Score, 2015); Mondadori, Urania 1733, dicembre 2024
- The Nightmare Stacks (2016)[3]
- The Delirium Brief (2017)
- The Labyrinth Index (2018)

I primi tre romanzi della serie sono stati scritti ricalcando lo stile di Len Deighton, Ian Fleming ed Anthony Price; The Apocalypse Codex si rifà allo stile di Peter O'Donnell, l'autore di Modesty Blaise. Secondo lo stesso autore, dopo il romanzo del 2012 la serie ha acquisito un'identità propria e i racconti successivi non si rifaranno più allo stile dei romanzi di un altro autore.

#### Serie dei Principi Mercanti
- The Family Trade (2004)
- The Hidden Family (2005)
- The Clan Corporate (2006)
- The Merchants' War (2007)
- The Revolution Business (2009)
- The Trade of Queens (2010)

#### Raccolte di racconti
- Toast: And Other Rusted Futures (2002)
- Wireless (2009)

#### Saggistica
- The Web Architect's Handbook (1996)